# Dwight Powell
Dwight Harlan Powell (Toronto, 20 luglio 1991) è un cestista canadese, professionista nella NBA con i Dallas Mavericks.

## Carriera
Dopo quattro stagioni in NCAA con gli Stanford Cardinal (di cui l'ultima chiusa con 14 punti e quasi 7 rimbalzi di media) viene scelto alla quarantacinquesima chiamata del Draft 2014 dagli Charlotte Hornets. La sera stessa gli Hornets cedettero i diritti su di lui ai Boston Celtics. Il 19 dicembre 2014 venne ceduto ai Dallas Mavericks insieme a , Brandan Wright e Rajon Rondo nell'ambito della trattativa che portò Jae Crowder e Jameer Nelson a vestire la canotta dei Celtics oltre a una prima scelta al Draft NBA 2015 e una seconda al Draft NBA 2016.

## Statistiche
| † | Denota una stagione in cui ha vinto il titolo |

### NCAA
| Anno       | Squadra           | PG  | PT  | MP   | TC%  | 3P%  | TL%  | RP  | AP  | PRP | SP  | PP   |
| ---------- | ----------------- | --- | --- | ---- | ---- | ---- | ---- | --- | --- | --- | --- | ---- |
| 2010-2011  | Stanford Cardinal | 31  | 26  | 24,4 | 47,1 | 28,0 | 68,3 | 5,2 | 1,0 | 0,8 | 0,9 | 8,1  |
| 2011-2012† | Stanford Cardinal | 35  | 10  | 17,5 | 45,3 | 5,9  | 70,5 | 4,6 | 0,7 | 0,8 | 0,6 | 5,8  |
| 2012-2013  | Stanford Cardinal | 34  | 33  | 30,3 | 46,7 | 45,5 | 79,6 | 8,4 | 2,1 | 0,8 | 1,1 | 14,9 |
| 2013-2014  | Stanford Cardinal | 36  | 36  | 32,4 | 46,2 | 25,6 | 68,7 | 6,9 | 3,1 | 1,3 | 0,8 | 14,0 |
| Carriera   | Carriera          | 136 | 105 | 26,2 | 46,4 | 28,9 | 72,2 | 6,3 | 1,8 | 0,9 | 0,9 | 10,8 |

#### Massimi in carriera
- Massimo di punti: 29 vs Denver (2 dicembre 2012)[3]
- Massimo di rimbalzi: 17 vs Southern California (14 febbraio 2013)
- Massimo di assist: 6 (5 volte)
- Massimo di palle rubate: 5 vs Oregon (27 gennaio 2011)
- Massimo di stoppate: 4 (4 volte)
- Massimo di minuti giocati: 43 vs Arizona State (13 marzo 2013)

### NBA

#### Regular Season
| Anno      | Squadra          | PG  | PT  | MP   | TC%  | 3P%  | TL%  | RP  | AP  | PRP | SP  | PP   |
| --------- | ---------------- | --- | --- | ---- | ---- | ---- | ---- | --- | --- | --- | --- | ---- |
| 2014-2015 | Boston Celtics   | 5   | 0   | 1,8  | 80,0 | -    | 50,0 | 0,2 | 0,0 | 0,4 | 0,0 | 1,8  |
| 2014-2015 | Dallas Mavericks | 24  | 0   | 9,5  | 43,5 | 27,3 | 77,4 | 2,0 | 0,4 | 0,3 | 0,3 | 3,4  |
| 2015-2016 | Dallas Mavericks | 69  | 2   | 14,4 | 49,3 | 12,5 | 73,9 | 4,0 | 0,6 | 0,5 | 0,3 | 5,8  |
| 2016-2017 | Dallas Mavericks | 77  | 3   | 17,3 | 51,5 | 28,4 | 75,9 | 4,0 | 0,6 | 0,8 | 0,5 | 6,7  |
| 2017-2018 | Dallas Mavericks | 79  | 25  | 21,2 | 59,3 | 33,3 | 71,9 | 5,6 | 1,2 | 0,8 | 0,4 | 8,5  |
| 2018-2019 | Dallas Mavericks | 77  | 22  | 21,6 | 59,7 | 30,7 | 77,2 | 5,3 | 1,5 | 0,6 | 0,6 | 10,6 |
| 2019-2020 | Dallas Mavericks | 40  | 37  | 26,5 | 63,8 | 25,6 | 66,7 | 5,7 | 1,5 | 0,9 | 0,6 | 9,4  |
| 2020-2021 | Dallas Mavericks | 58  | 19  | 16,7 | 61,9 | 23,8 | 78,2 | 4,0 | 1,1 | 0,6 | 0,5 | 5,9  |
| 2021-2022 | Dallas Mavericks | 82  | 71  | 21,9 | 67,1 | 35,1 | 78,3 | 4,9 | 1,2 | 0,5 | 0,5 | 8,7  |
| 2022-2023 | Dallas Mavericks | 76  | 64  | 19,2 | 73,2 | 0,0  | 66,7 | 4,1 | 0,9 | 0,6 | 0,3 | 6,7  |
| 2023-2024 | Dallas Mavericks | 63  | 9   | 13,3 | 67,9 | 33,3 | 70,8 | 3,4 | 1,3 | 0,4 | 0,3 | 3,3  |
| 2024-2025 | Dallas Mavericks | 55  | 3   | 10,0 | 68,9 | 40,0 | 65,1 | 2,1 | 1,0 | 0,3 | 0,4 | 2,1  |
| Carriera  | Carriera         | 705 | 254 | 17,8 | 60,4 | 29,4 | 73,6 | 4,2 | 1,0 | 0,6 | 0,4 | 6,7  |

#### Play-off
| Anno     | Squadra          | PG | PT | MP   | TC%  | 3P% | TL%  | RP  | AP  | PRP | SP  | PP  |
| -------- | ---------------- | -- | -- | ---- | ---- | --- | ---- | --- | --- | --- | --- | --- |
| 2015     | Dallas Mavericks | 2  | 0  | 1,5  | 0,0  | -   | -    | 0,5 | 0,5 | 0,0 | 0,0 | 0,0 |
| 2016     | Dallas Mavericks | 4  | 0  | 16,0 | 47,4 | 0,0 | 54,5 | 4,3 | 1,0 | 0,3 | 0,0 | 6,0 |
| 2021     | Dallas Mavericks | 7  | 0  | 7,4  | 87,5 | -   | 83,3 | 1,9 | 0,9 | 0,3 | 0,0 | 2,7 |
| 2022     | Dallas Mavericks | 18 | 18 | 13,8 | 62,9 | 0,0 | 60,9 | 2,6 | 0,2 | 0,2 | 0,3 | 3,2 |
| 2024     | Dallas Mavericks | 13 | 0  | 3,4  | 33,3 | -   | 66,7 | 0,9 | 0,2 | 0,1 | 0,0 | 0,5 |
| Carriera | Carriera         | 44 | 18 | 9,4  | 59,1 | 0,0 | 63,0 | 2,0 | 0,4 | 0,2 | 0,1 | 2,4 |

#### Massimi in carriera
- Massimo di punti: 26 (2 volte)[4]
- Massimo di rimbalzi: 16 vs Utah Jazz (6 febbraio 2023)
- Massimo di assist: 8 vs Minnesota Timberwolves (16 maggio 2021)
- Massimo di palle rubate: 5 (2 volte)
- Massimo di stoppate: 4 (2 volte)
- Massimo di minuti giocati: 39 vs San Antonio Spurs (12 marzo 2019)

### G League
| Anno      | Squadra         | PG | PT | MP   | TC%  | 3P%  | TL%  | RP   | AP  | PRP | SP  | PP   |
| --------- | --------------- | -- | -- | ---- | ---- | ---- | ---- | ---- | --- | --- | --- | ---- |
| 2014-2015 | Maine Red Claws | 4  | 4  | 32,1 | 59,3 | 0,0  | 69,6 | 10,5 | 1,5 | 1,3 | 0,8 | 21,5 |
| 2014-2015 | Texas Legends   | 8  | 8  | 37,7 | 60,0 | 44,0 | 71,4 | 9,4  | 3,3 | 0,8 | 1,3 | 28,3 |
| Carriera  | Carriera        | 12 | 12 | 35,9 | 59,8 | 39,3 | 70,8 | 9,8  | 2,7 | 0,9 | 1,1 | 26,0 |

## Palmarès
- Campione NIT (2012)